# 巴塞罗那
巴塞罗那（加泰隆尼亞語發音：[bəɾsəˈlonə] ⓘ，西班牙語發音：[baɾθeˈlona]）是西班牙的城市，為加泰羅尼亞首府和巴塞羅那省省會，位於伊比利亞半島的東北面，濱臨地中海。全市人口約160萬，都會區人口則約为500萬，為加泰羅尼亞第一大城以及西班牙第二大城。加泰隆尼亞的議會、行政機構、高等法院等政府中樞機構，以及最高首長均駐設於此。
相傳巴塞羅拿由迦太基將領、漢尼拔的父親哈米爾卡·巴卡所興建，在其漫長的歷史上還曾作爲巴塞羅那伯爵領地和阿拉貢王國的都城。巴塞羅那因其衆多歷史建築和文化景點成爲衆多旅遊者的目的地，其中之代表是被列入聯合國世界遺產的安東尼·高第和路易·多門內克·蒙塔內的建築作品。安東尼·高第一直在巴塞羅那生活和工作，在這裡有他很多的作品，其中最著名的包括桂爾宮、桂爾公園和聖家堂。1999年，巴塞羅那由美國《國家地理雜誌》評選為50個人生必遊景點之一。巴塞羅那尚有兩個知名的：巴塞羅拿和，其中巴塞羅拿是世界最著名的足球俱樂部之一。

## 歷史
巴塞羅那（Barcelona）地名來源於古代腓尼基語Barkeno。（希臘語Βαρκινών，拉丁語Barcino、Barcelo、Barceno）。中世紀也曾用Barchinona、Barçalona、Barchelona、Barchenona作地名。
關於城市的建立有兩種觀點，但均與哈米爾卡·巴卡有關。第一種認爲該城由古代英雄赫拉克勒斯在羅馬建立前400年（大約在西元前1153年）建立，後哈米爾卡·巴卡於西元前三世紀重建並以自己的姓氏命名。而第二種說法認爲哈米爾卡·巴卡直接建立了巴塞羅那。
大約在西元前15年，羅馬人以“台伯山”（現市政廳附近的一座小丘）爲中心將城市重新規劃爲一座羅馬兵營。其後巴塞羅那作爲羅馬人的殖民地被稱爲Colonia Faventia Julia Augusta Pia Barcino或Colonia Julia Augusta Faventia Paterna Barcino。
在羅馬地理學家梅拉的描述中，巴塞羅那還是一些小鎮組成的地區，但在後世學者眼中，巴塞羅那因自古羅馬時期便是貿易中心，主要是因這個地中海的城市擁有其獨特的位置和天然良港得以逐漸繁榮起來，並且不需要負擔沈重的帝國財政，還可以自己鑄造貨幣。
時至今日很多羅馬時期的重要建築都已經嚴重損毀，但在著名的歷史名勝區“哥特區”仍可看出昔日的格狀規劃。一些殘存的羅馬時期的城牆被集中於西元343年始建的拉蘇大教堂中。
西元五世紀早期（418年）巴塞羅那被西哥特王国人征服，八世紀早期被摩爾人征服，但西元801年查理曼之子虔诚者路易將其佔領並使之成爲加洛林王朝的西班牙邊疆區，由巴塞羅那伯爵統治。在西元985年被阿爾-曼蘇爾洗劫之前，巴塞羅那都是基督教在伊比利亞半島的前沿堡壘。後來巴塞羅那伯爵日漸顯示出其獨立性，並擴張領地直至統治整個加泰羅尼亞。西元12世紀由於王室聯姻的結果，巴塞羅那伯爵頭銜由阿拉貢國王拉米羅二世繼承，加泰羅尼亞並入阿拉貢王國，到13世紀阿拉貢國王統治了包括那不勒斯、西西里在內的西地中海，並一度統治雅典。隨後阿拉貢王室與卡斯蒂利亞王室聯姻，兩國合併形成了今日西班牙的主體，加泰羅尼亞成爲西班牙的一部分，獨立性日漸減少。但時至今日仍有加泰羅尼亞獨立運動存在。

## 地理
巴塞羅那位於伊比利亞半島東北部，面臨地中海。城市主體建於科爾賽羅拉山的一塊高地上，高地面積約160平方公里，城市佔據了其中的101平方公里。洛布里加特河流經城市西南，巴索斯河流經城市北邊。距離法西邊境的比利牛斯山脈約160公里。
科爾塞羅拉山是沿海山脈的一部分，緊鄰城市東北部，其最高點第比達博峰海拔512米，可以鳥瞰全城。而在城市的絕大部分地區可以看見山頂高288.4米的無線通訊基站科爾賽羅拉塔。巴塞羅那整體處於丘陵地帶，城市的許多街區以附近的小丘命名，如卡梅爾（海拔267米）、普特賽特（海拔181米）、洛維拉（海拔281米）等。著名的蒙特惠奇山懸崖位於城市西南，高173米，從山頂可以俯瞰整個巴塞羅那港，因其優越的地理位置巴塞羅那人於17-18世紀修建了可以控制整個城市命脈的蒙特惠奇城堡並取代了修塔德拉城堡。如今蒙特惠奇城堡已經成爲一座博物館，而蒙特惠奇區是衆多體育和文化組織的聚集地。

### 氣候
巴塞羅那的氣候屬於地中海式氣候，冬季溫暖潮濕而夏季炎熱乾燥。一月、二月是最冷的季節，平均溫度爲10攝氏度。在巴塞羅那，降雪是非常罕見的情況，所以每次降雪都被特別記錄下來。而七月、八月最熱，平均溫度為25攝氏度。巴塞羅那市區歷史上有記載的最高溫度是38.6攝氏度，位於第比達博山的法布拉氣象臺曾有過39.6攝氏度的記錄。巴塞羅那最先由古羅馬人所創建，距今已有2000多年的悠久歷史，是西班牙著名的歷史名城。相傳2000多年前的一天，來自古羅馬的一支船隊抵達今天的巴塞羅那沿岸，其中乘坐第九艘船的人上岸定居。巴塞羅那一名即由古羅馬語第九艘船（Barca Novena）衍生而來。衍生出的巴塞羅那（Barcelona）一詞，另據說是由酒吧（BAR）、天空（CEL）和波浪（ONA）組成的。原因大概是酒吧幾乎遍及巴塞羅那的大街小巷，每到夜晚，裡面都坐滿了飲酒狂歡的人。巴塞羅那的天空清澈碧藍，陽光充沛，而且日照時間很長，92年奧運會期間，晚上9點鐘以後天空依然大亮。
| Barcelona Can Bruixa – Barcelona city (1987–2010)                                 | Barcelona Can Bruixa – Barcelona city (1987–2010) | Barcelona Can Bruixa – Barcelona city (1987–2010) | Barcelona Can Bruixa – Barcelona city (1987–2010) | Barcelona Can Bruixa – Barcelona city (1987–2010) | Barcelona Can Bruixa – Barcelona city (1987–2010) | Barcelona Can Bruixa – Barcelona city (1987–2010) | Barcelona Can Bruixa – Barcelona city (1987–2010) | Barcelona Can Bruixa – Barcelona city (1987–2010) | Barcelona Can Bruixa – Barcelona city (1987–2010) | Barcelona Can Bruixa – Barcelona city (1987–2010) | Barcelona Can Bruixa – Barcelona city (1987–2010) | Barcelona Can Bruixa – Barcelona city (1987–2010) | Barcelona Can Bruixa – Barcelona city (1987–2010) |
| 月份                                                                              | 1月                                               | 2月                                               | 3月                                               | 4月                                               | 5月                                               | 6月                                               | 7月                                               | 8月                                               | 9月                                               | 10月                                              | 11月                                              | 12月                                              | 全年                                              |
| --------------------------------------------------------------------------------- | ------------------------------------------------- | ------------------------------------------------- | ------------------------------------------------- | ------------------------------------------------- | ------------------------------------------------- | ------------------------------------------------- | ------------------------------------------------- | ------------------------------------------------- | ------------------------------------------------- | ------------------------------------------------- | ------------------------------------------------- | ------------------------------------------------- | ------------------------------------------------- |
| 历史最高温 °C（°F）                                                               | 22.4 (72.3)                                       | 24.8 (76.6)                                       | 28.8 (83.8)                                       | 27.7 (81.9)                                       | 31.6 (88.9)                                       | 35.8 (96.4)                                       | 36.8 (98.2)                                       | 38.2 (100.8)                                      | 33.4 (92.1)                                       | 32.6 (90.7)                                       | 26.1 (79.0)                                       | 23.1 (73.6)                                       | 38.2 (100.8)                                      |
| 平均高温 °C（°F）                                                                 | 14.8 (58.6)                                       | 15.6 (60.1)                                       | 17.4 (63.3)                                       | 19.1 (66.4)                                       | 22.5 (72.5)                                       | 26.1 (79.0)                                       | 28.6 (83.5)                                       | 29.0 (84.2)                                       | 26.0 (78.8)                                       | 22.5 (72.5)                                       | 17.9 (64.2)                                       | 15.1 (59.2)                                       | 21.2 (70.2)                                       |
| 日均气温 °C（°F）                                                                 | 11.8 (53.2)                                       | 12.4 (54.3)                                       | 14.2 (57.6)                                       | 15.8 (60.4)                                       | 19.3 (66.7)                                       | 22.9 (73.2)                                       | 25.7 (78.3)                                       | 26.1 (79.0)                                       | 23.0 (73.4)                                       | 19.5 (67.1)                                       | 14.9 (58.8)                                       | 12.3 (54.1)                                       | 18.2 (64.8)                                       |
| 平均低温 °C（°F）                                                                 | 8.8 (47.8)                                        | 9.3 (48.7)                                        | 10.9 (51.6)                                       | 12.5 (54.5)                                       | 16.1 (61.0)                                       | 19.8 (67.6)                                       | 22.7 (72.9)                                       | 23.1 (73.6)                                       | 20.0 (68.0)                                       | 16.5 (61.7)                                       | 11.9 (53.4)                                       | 9.5 (49.1)                                        | 15.1 (59.2)                                       |
| 历史最低温 °C（°F）                                                               | −1.0 (30.2)                                       | 0.6 (33.1)                                        | 0.4 (32.7)                                        | 6.2 (43.2)                                        | 6.3 (43.3)                                        | 12.4 (54.3)                                       | 15.5 (59.9)                                       | 15.2 (59.4)                                       | 12.5 (54.5)                                       | 5.4 (41.7)                                        | 1.7 (35.1)                                        | 0.7 (33.3)                                        | −1.0 (30.2)                                       |
| 平均降水量 mm（）                                                                 | 43.7 (1.72)                                       | 31.4 (1.24)                                       | 33.0 (1.30)                                       | 47.7 (1.88)                                       | 47.4 (1.87)                                       | 32.5 (1.28)                                       | 25.1 (0.99)                                       | 40.8 (1.61)                                       | 81.9 (3.22)                                       | 96.5 (3.80)                                       | 45.1 (1.78)                                       | 46.8 (1.84)                                       | 571.9 (22.52)                                     |
| 平均降水天数（≥ 1.0 mm）                                                          | 7.0                                               | 5.0                                               | 6.2                                               | 7.9                                               | 7.5                                               | 5.5                                               | 3.1                                               | 5.8                                               | 8.0                                               | 9.0                                               | 6.6                                               | 7.0                                               | 78.6                                              |
| 月均日照時數                                                                      | 149                                               | 163                                               | 200                                               | 220                                               | 244                                               | 262                                               | 310                                               | 282                                               | 219                                               | 180                                               | 146                                               | 138                                               | 2,524                                             |
| 来源：Generalitat de Catalunya – Agencia Estatal de Meteorología (sunshine hours) |                                                   |                                                   |                                                   |                                                   |                                                   |                                                   |                                                   |                                                   |                                                   |                                                   |                                                   |                                                   |                                                   |

### 特色公園
巴塞羅那因其數量衆多、特色鮮明的公園而著名。全市共有68座市立公園，其中12座歷史主題公園、5座植物主題公園。45座市區公園和6座森林公園。
巴塞羅那最大的公園，應屬占地超過8000公頃的科塞羅拉自然公園。隨後是位於蒙锥克山，占地257.9公頃的蒙锥克公園、占地31公頃，包括市議會大廳、動物園和幾個博物館的修塔德拉公園（又名城堡公園）、占地15.9公頃的古伊那爾多公園、由高第設計占地17.2公頃的桂爾公園、同樣占地17.2公頃的奧倫內塔堡公園（Parc del Castell de l'Oreneta）、占地14.3公頃，2002年開放的斜角廣場公園（Parc de Diagonal-Mar）、占地13.2公頃的諾·巴里斯中央公園、同樣占地11.9公頃的坎德拉貢體育公園和波布里諾公園（意為新城公園Parc del Centre del Poblenou）、占地9.1公頃，以其內的花園式迷宮命名的奧爾塔迷宮公園。

### 海灘
巴塞羅那海岸線總長4.5公里，分爲7塊海灘，其中聖塞巴斯蒂亞灘和巴塞羅內塔灘是最大、最著名、遊客最多的兩個，均約長1.1公里。其餘5個海灘（分別是諾瓦·伊薩里亞灘、博加特爾灘、瑪·貝拉灘、諾瓦·瑪·貝拉灘和萊萬特灘，長度在400米到640米之間）和兩個大海灘被奧林匹克港隔開。爲迎接1992年夏季奧運會巴塞羅那市政當局將大批工業和港口建築拆除，所有海灘均對遊人開放，2004年世界文化論壇後很多海灘成爲海濱浴場。

### 其他
加泰罗尼亚广场之东南侧是巴塞隆拿的歷史中心哥特区，阿文古達大道是最大的商業區，其餘商業區還有斜角大道、斜角廣場、與所在地同名的馬奎尼斯塔、格羅雷斯以及港口附近的瑪麗格南等。
巴塞羅那的摩天大樓並不很多，最高的是雙子塔157米的曼弗雷大厦和154米的藝術酒店，其次是2005年新落成的阿格巴塔，高142米。

## 人口
| 國家     | 人口（2012年） |
| -------- | -------------- |
| 巴基斯坦 | 23,281         |
| 意大利   | 22,909         |
| 中國     | 15,875         |
|          | 15,511         |
| 玻利维亚 | 14,154         |
| 摩洛哥   | 13,674         |
| 秘魯     | 13,464         |
| 哥伦比亚 | 12,328         |
| 阿根廷   | 12,328         |
| 法國     | 11,922         |
| 菲律賓   | 8,482          |

根據市政當局統計，截至2006年1月1日，巴塞羅那市共有人口1,673,075，巴塞羅那大都會區共有3,161,081，而以此爲核心的巴塞羅那城市區共有人口5,327,872，面積4268平方公里。
巴塞羅那人口密度爲15,779人每平方公里，位於老城區的外延區是人口密度最大的。62%的巴塞羅那居民來自加泰羅尼亞大區，23.5%來自西班牙的其餘地區，13.9%從其餘國家移民至此，最大的移民來源國爲厄瓜多爾、秘魯、摩洛哥、哥倫比亞、阿根廷、意大利、巴基斯坦和中國（以人數排列）。
95%的巴塞羅那居民可以聽懂本地語言加泰羅尼亞語，同時有74.6%可以說、75%可以讀、46.1%可以寫加泰羅尼亞語。絕大部分本地居民信奉天主教（教堂208處），同時有其他宗教信仰流行，如福音教派（教堂71處，絕大部分為吉普賽人）、耶和華見證人教派（王國聚會所21處）、佛教（寺廟13處）和伊斯蘭教。
1900年時巴塞羅那共有居民533,000人，在1950年以前巴塞羅那的人口都是穩定而緩慢的增長，此後因爲吸收了大批來自西班牙不發達地區的人口而快速膨脹，1979年達到了最多的1,906,998人。1980年代和1990年代很多人爲了提高生活質量逐漸向大都會區的週邊城市遷移，2000年時人口數量達到低谷，爲1,496,266人。後來隨著大批年輕人回歸，人口又逐漸增長，導致房價快速上漲。

## 經濟
巴塞羅那具有悠久的商業傳統，相比之下其作爲歐洲大陸最早工業化的地區之一反而不爲人知。巴塞隆拿的冶鐵技術自中世紀開始已相對先進，可以製作精良的各種槍砲火器。除了各種與武器相關的貿易發達之外，這裡的皮革加工製品亦為當時非常遠近馳名的。18世紀末紡織業在逐漸興起，到19世紀中期巴塞羅那成爲紡織品和紡織機器的重要産地，從此機械工業在巴塞羅那的經濟中扮演著越來越重要的角色，現在的主要工業有纺织、化學、制藥、電機、電子、印刷等。在進入20世紀下半葉後，服務業逐漸興起，物流、出版、電信、電腦在其中起主導作用。
得益于其藝術和創造的傳統，巴塞羅那的工業設計優勢十分明顯，同時因衆多的特色建築，巴塞羅那能面向全世界舉辦衆多的博覽會，這在另一方面帶動了旅遊業、酒店業的發展。巴塞羅那港是地中海西岸的重要港口，在貨運和客運方面都是如此。
根據默瑟爾人力資源諮詢公司的統計，巴塞羅那是西班牙生活成本第一高的城市，其次是馬德里，在全世界也排在第31位。

## 教育
巴塞羅那的公立高等教育體系相當發達，校園遍佈巴塞羅那市區的巴塞羅那大學（UB - Universitat de Barcelona）是其中的代表，另外還有加泰羅尼亞理工大學（UPC - Universitat Politècnica de Catalunya，中文主页 （页面存档备份，存于））、龐培·法布拉大學（UPF - Universitat Pompeu Fabra）等。在私立大學中拉曼·魯爾大學（URL - Universitat Ramon Llull）因其下屬的埃薩德商學院（ESADE - Escola Superior d'Administració i Direcció d'Empreses）而著名。位於貝拉特拉（屬巴塞羅那大都會區）的巴塞羅那自治大學（UAB - Universitat Autònoma de Barcelona）是另一所著名的公立大學。
巴塞羅那擁有從幼稚教育到中學的公立教育體系，由市政府負責管理（理論上應由加泰羅尼亞大區政府管理）。同時也有很多私立學校存在，其中一些屬於羅馬天主教教會學校。同西班牙的其他城市一樣，巴塞羅那市政當局也面臨著爲日漸增加的來自拉丁美洲、非洲和亞洲的移民子女提供教育的問題。

## 文化
在2000多年的歷史中巴塞羅那形成了自己獨特的文化，與加泰羅尼亞大區其他地區加泰羅尼亞語占統治地位不同，巴塞羅那有兩種官方語言：西班牙語和加泰羅尼亞語，而且兩種語言都得到廣泛使用。巴塞羅那的中加泰羅尼亞語與標準加泰羅尼亞語十分接近。自從20世紀70年代西班牙實現民主後，在獨裁時期受壓制的加泰羅尼亞本地文化蓬勃發展，舊有的藝術形式恢復了活力，新的藝術形式也不斷湧現，全球化與世界級城市研究小組與網路（Globalization and World Cities Study Group and Network，GaWC）將巴塞羅那列爲第三類全球城市。

### 音樂及表演藝術
巴塞羅那有很多音樂廳和歌劇院，如世界著名的里西奧大劇院（Gran Teatre del Liceu）、加泰羅尼亞國家劇院（Teatre Nacional de Catalunya）、自由劇院（Teatre Lliure）、加泰羅尼亞音樂宮（Palau de la Música Catalana）等。每年六月在巴塞羅那還有索納爾音樂節。
巴塞羅那和加泰羅尼亞交響樂團（Orquestra Simfònica de Barcelona i Nacional de Catalunya，簡稱OBC）是加泰羅尼亞地區最大的交響樂團，1999年新音樂廳投入使用，該交響樂團每年要舉行約75場音樂會。

### 博物館和藝術館
巴塞羅那的博物館和藝術館為數眾多，涵蓋了不同地區和不同時期的作品。
- 加泰罗尼亚国家艺术博物馆（Museu Nacional d'Art de Catalunya (MNAC)）藏有從11世紀到20世紀的藝術品，其中包括大批彷羅馬藝術作品。
- 巴塞羅那現代藝術館（Museu d'Art Contemporani de Barcelona (MACBA)）致力於收藏20世紀中至今的加泰隆尼亞和巴塞羅那藝術品。
- 安東尼·高第故居（Casa-Museu Gaudí）
- 畢卡索美術館（Museu Picasso），藏有畢卡索早期至藍色時期、粉紅色時期、立體派和陶瓷的作品。
- 米羅基金會（Fundació Joan Miró），藏有米羅早期至晚期的作品。
- 塔比埃斯基金會美術館（Museu de la Fundació Antoni Tàpies），藏有塔比埃斯的作品。
- 城市歷史博物館（Museu d'Història de la Ciutat），收藏巴塞羅那考古文物。
- 加泰隆尼亞考古博物館（Museu d'Arqueologia de Catalunya），收藏加泰羅尼亞文物。
- 巴塞羅那海洋博物館（Museu Marítim），收藏航海文物。
- 私立的埃及博物館（Museu Egipci），收藏埃及文物。
- 巴塞羅那足球俱樂部博物館（Museu del Futbol Club Barcelona）

### 特色建築
巴塞羅那的很多著名建築集中在老城區的中心哥德區，這裡有很多中世紀甚至羅馬人統治時期的建築。19世紀中至20世紀中之間修建的眾多現代主義風格（Modernismo）的建築為巴塞羅那增添了許多亮點，特別又以安东尼·高迪設計的建築作品最有特色，這些現代主義的建築之中有八棟被列為了世界遺產。高第最著名的作品當屬由私人捐資興建的聖家堂最有名。聖家堂始建於1882年，規模宏大壯麗，但至今尚未完工。
巴塞羅那因其豐富多彩的特色建築於1999年獲得英國皇家建築師協會的皇家金獎，這是該獎項迄今為止唯一一次頒發給一個城市整體而非單個建築。

### 世界遺產
巴塞羅那有八棟建築物和建築群被列為世界遺産：

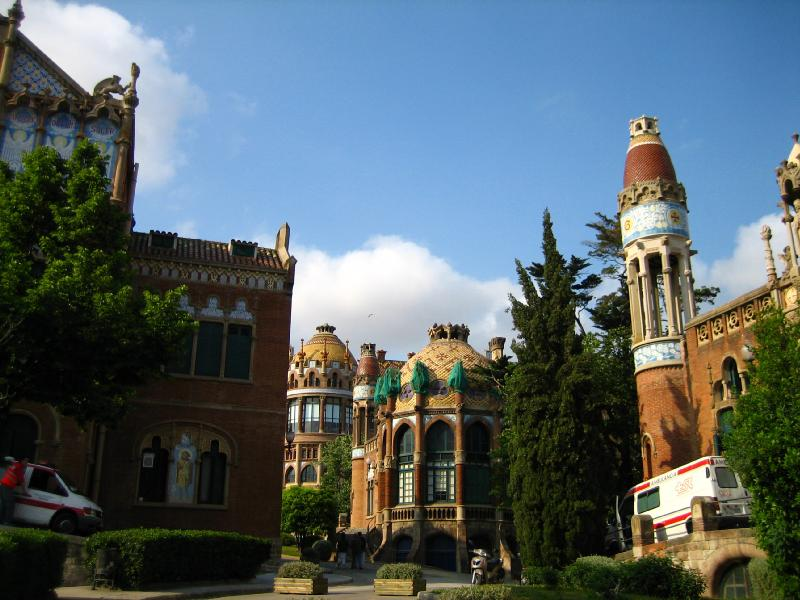
聖保羅醫院

- 安东尼·高迪設計的建築物於1984年被列為世界遺產

1. 维森斯之家（1883 - 1888）
2. 桂爾宮（1886 - 1889）
3. 桂爾公園（1900 - 1914）
4. 巴特洛公寓（1904 - 1906）
5. 米拉之家（1906 - 1912）
6. 聖家堂（1882 - )

- 路易·多梅內克·蒙塔內爾設計的建築物於1997年被列為世界遺產

1. 加泰罗尼亚音乐厅（1905-1908）
2. 圣十字和圣保罗医院（1902-1930）

### 體育
巴塞隆拿城擁有非常有名的巴塞羅那和西班牙人足球隊，而巴塞羅那亦曾於1982和1992舉行世界盃和奧林匹克運動會。位於巴塞羅那的加泰罗尼亚赛道則舉辦世界一級方程式錦標賽和世界摩托車錦標賽等重要賽車賽事。

## 基礎設施與交通
巴塞罗那拥有完善且发达的交通系统，是西南欧以及西班牙的交通枢纽。巴塞罗那埃尔普拉特机场是西班牙第二大机场，2023年旅客吞吐量近5000万人次。同时巴塞罗那圣徒火车站是马德里-巴塞罗那高速铁路的主要站点，有高频率的标准轨高铁往返马德里及附近的赫罗纳、塔拉戈纳、莱里达及萨拉戈萨以及西班牙其他城市和部分法国城市；同时该站点亦是西班牙地中海沿岸铁路的枢纽站，连接巴伦西亚、阿利坎特等东南沿海城市。
巴塞罗那市内有发达的公共交通系统。巴塞罗那地铁运营12条线路共166公里，其中1-5号线和9-11号线由巴塞罗那都会交通（TMB）运营，5-8号线由加泰罗尼亚政府铁路（FGC）运营。巴塞罗那都会区的通勤铁路由西班牙国家铁路（renfe）下属的加泰罗尼亚通勤铁路和FGC运营。TMB同时运营超过100条公交线路，覆盖巴塞罗那市区及都会区。

## 友好城市
| - 美国波士頓 - 巴勒斯坦加沙 - 比利时安特衛普 - 爱尔兰都柏林 |  | - 法國蒙彼利埃 - 德国科隆 - 巴西里約熱內盧 - 巴西聖保羅 |  | - 薩拉熱窩 - 以色列特拉維夫 - 日本神戶 - 中国上海 |  | - 中国宁波 |

## 外部連結
- 参观巴塞隆拿，西班牙旅游的官方网页 （页面存档备份，存于）
- 跟著官方導遊認識巴塞羅那 （页面存档备份，存于）
- 認識西班牙～ 跟著官方導遊走！ （页面存档备份，存于）：以巴塞羅那為主，每天更新的西班牙旅遊資料，例如罷工、氣候、慶典、活動...等
- 巴塞隆納自助超簡單 （页面存档备份，存于）：巴塞隆納自助、西班牙語點餐教學的旅遊美食書